# Erebomaster flavescens
Erebomaster flavescens is een hooiwagen uit de familie Cladonychiidae.